# 豊国酒造 (会津坂下町)
豊國酒造合資会社（とよくにしゅぞう）は、福島県会津坂下町の酒の製造・販売業者。
同県古殿町にも同名の「豊国酒造」が存在するが関連はなく、古殿の豊国を『東豊国（あづまとよくに）』、こちらを『会津豊国（あいづとよくに）』と区別することがある。

## 概要
創業は1862年（文久二年）。
現在五代目蔵元自身が杜氏を務め普通酒から上級酒まで全て「槽しぼり」を行っている。

## 沿革
- 1862年（文久二年） - 初代蔵元・高久學十郎により創業。

## 銘柄
日本酒
- 純米酒
  - 豊國
  - 会津のしろうま（にごり酒）
- 純米吟醸
  - ばんげぼんげ
  - 夢の香
- 本醸造
  - 豊國
  - ゆたか（生貯蔵酒）
- 吟醸酒
  - 真実
- 純米大吟醸
  - 夫婦さくら
- 大吟醸
  - 學十郎
  - 金賞受賞酒
- 普通酒
  - 上撰 豊國
  - 会津正宗
- スパークリング
  - TOYOKUNI
- リキュール
  - うめのお酒 Aizu Dream
  - りんごのお酒 Aizu Dream
  - ぶどうのお酒 Aizu Dream

- 「豊國（豐圀）／豊久仁」
  - 純米酒
    -  純米火入れ
    -  純米袋取り本生
    -  純米おり酒
    -  純米おりがらみ
    -  純米一四度原酒
    -  純米ひやおろし

  - 純米吟醸
    -  純米吟醸中取り本生
    -  純米吟醸おりがらみ
    -  純米吟醸うすにごり
    -  純米吟醸一五度原酒
    -  純米吟醸ひやおろし

  - 本醸造
    -  本醸造袋取り本生

  - 吟醸酒
    -  吟醸中取り本生

  - 純米大吟醸
    -  純米大吟醸中取り本生

  - 大吟醸
    -  大吟醸中取り本生
    -  大吟醸おり酒
    -  大吟醸古酒